# Joseph Jackson (homme politique canadien)
Pour les articles homonymes, voir Joe Jackson (homonymie) et Jackson.
Joseph Jackson (1er avril 1831-31 octobre 1908) est un homme politique canadien de l'Ontario. Il est député fédéral libéral de la circonscription ontarienne de Norfolk-Sud de 1882 à 1887.

## Biographie
Ne à Norfolk dans le Haut-Canada, Jackson devient bucheron dans la région de Simcoe. 
Élu en 1882, son passage à la Chambre des communes ne dure qu'un seul mandat puisqu'il est défait en 1887.
En 1892, il est nommé shérif de Norfolk,.